# Bangkok Challenger III
Il Bangkok Challenger III, nome ufficiale KPN Renewables Bangkok Open per ragioni di sponsorizzazione, è stato un torneo professionistico di tennis maschile giocato su campi in cemento. Faceva parte dell'ATP Challenger Tour con un montepremi di 50.000 dollari. Si è giocata solo un'edizione, che si è svolta a Bangkok in Thailandia dal 16 al 22 maggio 2016.
Quell'anno si svolsero altri tre tornei Challenger nella capitale thailandese, a gennaio vi furono i due tornei consecutivi  Bangkok Challenger I e Bangkok Challenger II, e tra il 29 agosto e il 4 settembre si tenne il Bangkok Challenger IV.

## Albo d'oro

### Singolare
| Anno | Campione        | Finalista | Punteggio   |
| ---- | --------------- | --------- | ----------- |
| 2016 | James Duckworth | Sam Barry | 7–6(5), 6–4 |

### Doppio
| Anno | Campioni           | Finalisti                  | Punteggio        |
| ---- | ------------------ | -------------------------- | ---------------- |
| 2016 | Chen Ti Jason Jung | Dean O'Brien Ruan Roelofse | 6–4, 3–6, [10–8] |